# بوش (شرکت)
روبرت بوش گ‌ام‌ب‌ها (به آلمانی: Robert Bosch GmbH) یا به‌اختصار بوش، یک شرکت فناور چندملیتی آلمانی است که در سال ۱۸۸۶ توسط روبرت بوش در شهر اشتوتگارت بنا نهاده شد. این شرکت بزرگ‌ترین تأمین‌کننده لوازم خودکار در جهان است. دفتر مرکزی این شرکت در شهر گرلینگن در آلمان قرار دارد.
با فعالیت در حوزه فناوری‌های خودکار و صنعتی، کالاهای مصرفی و فناوری‌های ساختمانی، این شرکت در سال ۲۰۱۰ فروشی معادل ۴۷٬۵ میلیارد یورو داشت که با رشدی معادل ۲۷ درصد در سال، سریعترین رشد سالانه را در تاریخ ۱۲۵ ساله خود ثبت کرد.
حوزه‌های عملیاتی اصلی بوش در چهار بخش تجاری گسترده شده‌است: تحرک (سخت‌افزار و نرم‌افزار)، کالاهای مصرفی (از جمله لوازم خانگی و ابزارهای برقی)، فناوری صنعتی (شامل درایو و کنترل) و انرژی و فناوری ساختمان. از نظر درآمد، بوش بزرگ‌ترین تأمین کننده خودرو است. علاوه بر این، این بزرگ‌ترین تأمین کننده خدمات در جهان است.

## تاریخچه
بوش در سال ۱۸۸۶ توسط رابرت بوش در اشتوتگارت آلمان تأسیس شد. تا سال ۱۸۹۱ تعداد همکارانش در کارگاه وی به ۱۵ نفر رسید اما در همان سال تمام سرمایه بوش به پایان رسید؛ سعی کرد با قرض کردن پول از مادرش، دریافت وام بیشتر از بانک شرکتش را نجات دهد اما تا سال ۱۸۹۲ به مرز ورشکستگی رسید.

### شکست‌های بوش
در ۱۰ سال ابتدا ایجاد شرکت، رابرت بوش دچار مشکلات متعددی بود. اگر وی از پس این مشکلات در آن زمان برنمی‌آمد اکنون شرکت بوش وجود نداشت. در مقابل چنین مشکلات او هیچگاه خود را نباخت، خوشبینی و تشنگی به علم و دانش در نهایت باعث موفقیت وی شد. او خیال پرداز نبود. زمانی که در سال ۱۹۰۰ تصمیم گرفت کارخانه خود را تأسیس کند قصد داشت ۲۰۰ نفر در کارخانه اش کار کند. در ابتدا کار ۳۰ نفر را به کار گرفت. چنین کاری را بر اساس این باور شروع کرد که می‌تواند قسمتی از ساختمان جدید را اجاره دهد. به هر حال او به خوبی می‌دانست که به تنهایی نمی‌تواند کل ۱۰۰ نفر ظرفیت کارخانه خود را پر کند.
با آنکه دید خوبی نسبت به آینده داشت و برنامه مناسبی چیده بود اما وی دربارهٔ این موضوع کاملاً اشتباه کرده بود. تا پایان سال ۱۹۰۸ میلادی رابرت بوش موفق شد ۵ ساختمان به همان اندازه را پر کند و کارکنان شرکتش به هزار نفر رسید.

### برنامه‌ریزی دقیق رابرت
دلیل موفقیت‌های پی در پی رابرت بوش برنامه‌ریزی‌های دقیق و حساب شده وی بود. پس از برگشت رابرت از سفرش به ایالات متحده آمریکا و بریتانیا در سال ۱۸۸۶ او می‌دانست که باید به سرعت شرکتش را تأسیس کند تا پیش از ازدواج با نامزدش، آنا کایسر، بتواند کارش را آغاز کند. با چنین تصمیم وی سریع به دنبال کارگاه، مکان مناسب، کارگر، مکانیک گشت تا بتواند کار خود را آغاز کند. در همین حال او مجبور شد کارش را ۴ روز به تعویق بیندازد. با وجود آنکه او آماده بود کار خود را در ۱۱ نوامبر، ۱۸۸۶ آغاز کند، تا ۱۵ نوامبر مسئولین، اجازه تأسیس را به وی ندادند.
پیش از گشودن کارگاهش، رابرت بوش، با در دست داشتن یک نامه پیشنهاد، در سن ۲۳ سالگی به ایالات متحده سفر کرد که چنین امری برای یک اروپایی در آن سن و سال بسیار شگفت‌آور بود. در ایالات متحده وی به عنوان مکانیک نزد ادیسون و برگمن کار کرد که باعث شد ایده‌های بسیاری به او بدهد که با این ایده‌ها به کشور خود بازگشت. در آن زمان مهندسی برق در ایالات متحده نسبت به اروپا پیشرفت بیشتری داشت؛ فناوری‌های برقی از جمله نورافکنی، سیستم زنگ، نصب تلفن، در ایالات متحده بیشتر رواج داشت. با چنین ایده‌هایی رابرت تصمیم گرفت چنین فناوری‌ها را به اروپا نیز وارد کند و آینده خود را با چنین فناوری‌های ایجاد کند. با آنکه او یک مکانیک دقیق بود، آینده خود را در مهندسی برق می‌دید.
در آن دوره برق‌رسانی به اشتوتگارت، که بوش قرار داشت، سرعت آهسته‌ای داشت. با مذاکرات بین مسئولین مربوط اولین خطوط برق‌رسانی در سال ۱۸۹۵(میلادی) ایجاد شد. پیش از آن تمام ابزار و وسائل برقی به یک سیستم داخلی تولید برق وابسته بودند. به همین علت شروع مهندسی برق بوش با تأخیر مواجه شد. رابرت مجبور بود تا ورود برق به شهر، یکی یکی کارهای کوچک را بر عهده بگیرد و هرآنچه را که مشتری‌هایش درخواست کند برآورد کند. زمانی که برق وارد شرکت او شد، رشد شدید شرکتش آغاز شد. با ورود برق هر خانمان و شرکتی که نیاز به برق داشت باید قرارداد دائمی با تأمین‌کننده برق می‌بستند که در نهایت نیاز به نگهداری لوازم برقی نیز مورد نیاز شد.

## کارکرد
اکثر مشاغل گروه بوش به چهار بخش تجاری زیر گروه‌بندی می‌شوند.

### راه حل‌های حرکتی

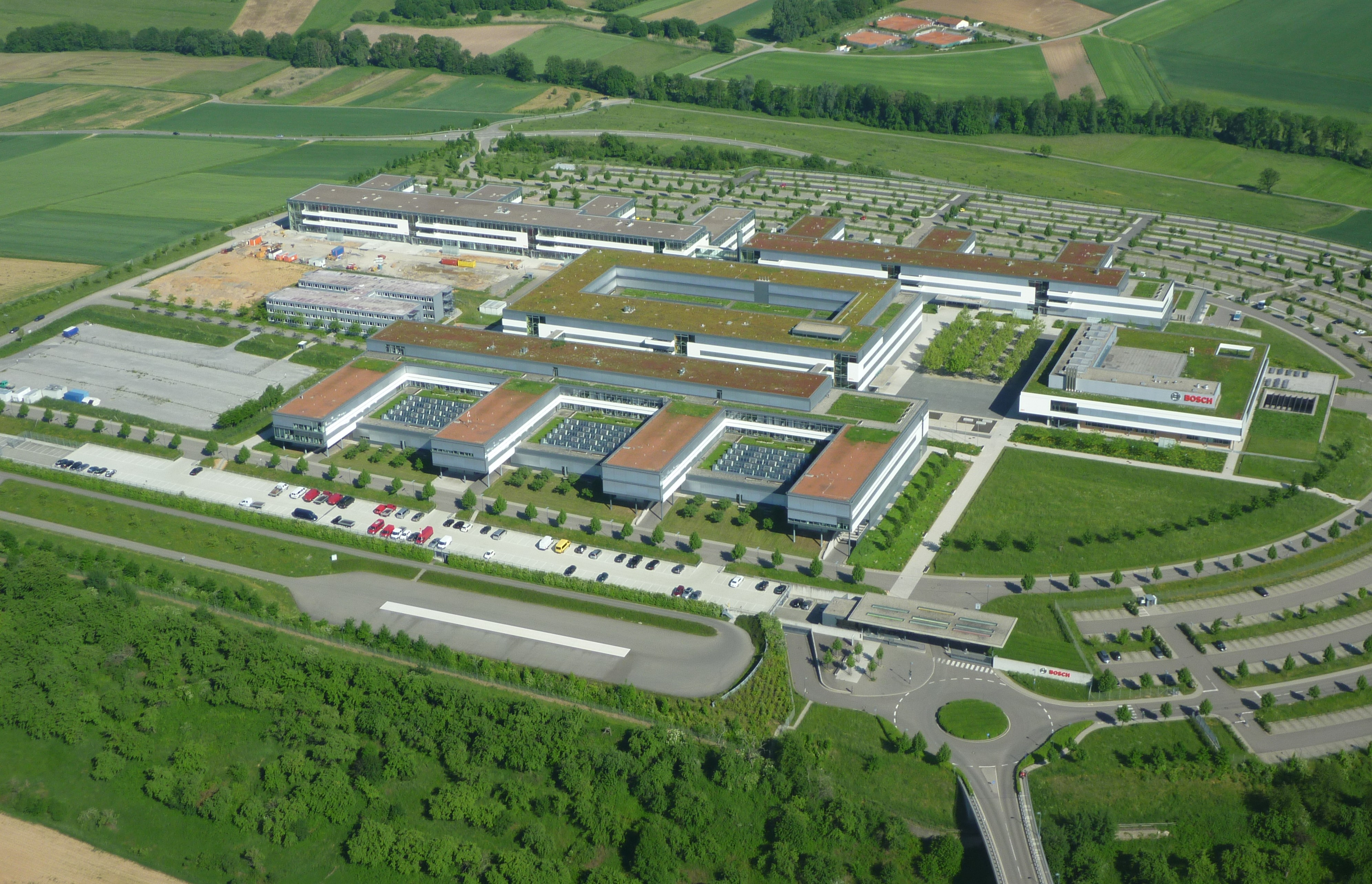
مرکز تحقیق و توسعه بوش در آبستات، آلمان، که یک سایت اصلی برای توسعه قطعات خودرو است.

بخش تجاری راه حل‌های حرکتی ۶۰ درصد از کل فروش را در سال ۲۰۱۹ به خود اختصاص داده‌است. حوزه‌های اصلی فعالیت آن فناوری تزریق و تجهیزات جانبی پیشرانه برای موتورهای احتراق داخلی، برق‌رسانی پیشرانه، سیستم‌های فرمان، سیستم‌های ایمنی و کمک راننده، فناوری اطلاعات سرگرمی و همچنین ارتباطات خودرو به خودرو و خودرو به زیرساخت، مفاهیم فروشگاه تعمیرات و فناوری و خدمات برای بازار پس از فروش خودرو است.
اولویت‌های استراتژیک خاص برای این بخش شامل تغییر قوای محرکه و گسترش تجارت در زمینه‌های برقی سازی، رانندگی خودکار، معماری‌های جدید الکتریکی و الکترونیکی برای وسایل نقلیه، دسترسی به بخش‌های بازار مجاور، و توسعه خدمات اضافی است.
بخش جدید راه حل‌های انتقال نیرو از ۱ ژانویه ۲۰۱۸ به منظور توسعه محصولات فن آوری پیشرانه بدون توجه به منبع انرژی تشکیل شد. بخش جدید ناشی از ادغام بخش‌های پیشین سیستم‌های بنزین و سیستم‌های دیزل است. این شرکت محصولاتی را برای فناوری پیشرانه، از تزریق مستقیم بنزین و دیزل گرفته تا پیشرانه‌های برقی با سیستم باتری ارائه می‌دهد و در آینده، فناوری‌های پیل سوختی را نیز ارائه خواهد کرد.

### فناوری صنعتی
در سال تجاری ۲۰۱۹، بخش تجاری فناوری صنعتی تقریباً ۱۰ درصد از کل فروش گروه بوش را ایجاد کرد. این بخش شامل بخش فناوری درایو و کنترل است که محصولات آن شامل درایو سفارشی، کنترل و حرکت خطی برای اتوماسیون کارخانه، ساخت و ساز و مهندسی کارخانه و ماشین آلات متحرک است.
بخش دوم، فناوری بسته‌بندی، فرایند و بسته‌بندی را برای صنایع داروسازی و مواد غذایی فراهم می‌کند. محدوده آن شامل ماشین آلات، سیستم‌ها و خدمات مستقل است. در اوایل دهه ۲۰۰۰، این شرکت به عنوان شرکت شماره ۱ جهان برای فناوری بسته‌بندی به تصویر کشیده شد. در سال ۲۰۱۸، بوش تصمیم گرفت به دنبال مالک جدیدی برای این تجارت باشد. ارائه‌دهنده داخلی سیستم‌های مونتاژ بوش، Robert Bosch Manufacturing Solutions GmbH، اشتوتگارت، همچنان بخشی از Bosch Group است. تاکنون بخشی از بخش فناوری بسته‌بندی بوده‌است.
علاوه بر این، واحد تجاری Bosch Connected Industry که نرم‌افزار توسعه می‌دهد و پروژه‌های Industry 4.0 را برای مشتریان داخلی و خارجی انجام می‌دهد، از ابتدای سال ۲۰۱۸ بخشی از بخش تجارت فناوری صنعتی بوده‌است.
در ژانویه ۲۰۲۰، Bosch Packaging Technology تبدیل به Syntegon شد.

### کالاهای مصرفی
بخش تجارت کالاهای مصرفی حدود ۲۳ درصد از کل فروش گروه بوش در سال ۲۰۱۹ را به خود اختصاص داده‌است. بخش Power Tools تأمین کننده ابزارهای برقی، لوازم جانبی ابزار برقی و فناوری اندازه‌گیری است. محصولات این شرکت علاوه بر ابزارهای برقی مانند دریل چکشی، پیچ گوشتی شارژی و اره منبت کاری اره مویی شامل تجهیزات باغبانی مانند ماشین چمن زنی، ماشین اصلاح پرچین و پاک کننده‌های فشار قوی می‌باشد. یکی از نقاط کانونی این بخش، ابزارهای بی‌سیم راحت و با کارایی بالا، و همچنین ابزارها و خدماتی است که به‌طور فزاینده ای تحت وب هستند.
با همپوشانی با علایق حرکتی خود، موتورهای کششی را برای دوچرخه‌های برقی با سیستم‌های کنترل پیچیده فراهم می‌کند.
بخش تجارت کالاهای مصرفی همچنین شامل BSH Hausgeräte GmbH است که طیف گسترده‌ای از لوازم خانگی مدرن، کم مصرف و به‌طور فزاینده متصل را ارائه می‌دهد. محصولات این شرکت از ماشین‌های لباسشویی و خشک کن، یخچال و فریزر، اجاق گاز و اجاق گاز و ماشین ظرفشویی گرفته تا وسایل کوچک مانند جاروبرقی، قهوه ساز و غذاساز را شامل می‌شود.
برندهای موجود در این بخش عبارتند از:
- درمل
- زیمنس
- نیف
- لوازم‌خانگی گاگنائو
- ترمادور

### انرژی و تکنولوژی ساختمان

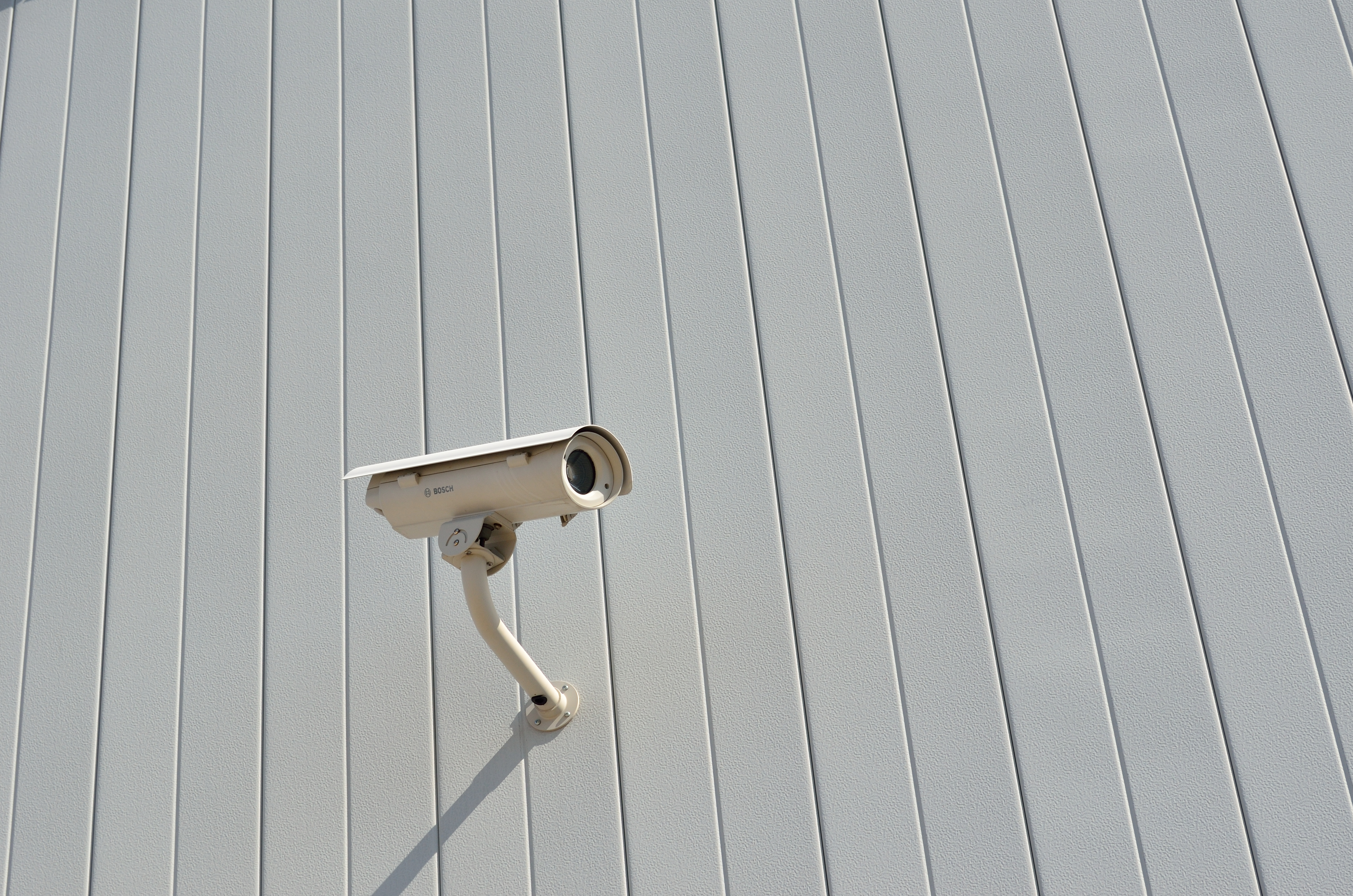
دوربین مداربسته ساخت شرکت بوش

در سال ۲۰۱۹، بخش تجاری انرژی و فناوری ساختمان، ۷ درصد از کل فروش گروه بوش را ایجاد کرد. بخش فناوری ساختمان (سیستم‌های امنیتی سابق) دارای دو حوزه تجاری است: تجارت جهانی محصولات برای امنیت و ارتباطات، و تجارت یکپارچه‌ساز منطقه‌ای. دومی خدماتی را برای امنیت ساختمان، بهره‌وری انرژی، و اتوماسیون ساختمان در کشورهای منتخب ارائه می‌دهد. هر دو واحد بر کاربردهای تجاری تمرکز دارند. این محصولات شامل سیستم‌های نظارت تصویری، تشخیص نفوذ، تشخیص حریق، و سیستم‌های هشدار صوتی و همچنین کنترل دسترسی و سیستم‌های صوتی و کنفرانس حرفه‌ای می‌شود.
بخش Thermotechnology سیستم‌هایی را برای تهویه مطبوع، آب گرم و مدیریت غیرمتمرکز انرژی ارائه می‌دهد. سیستم‌های گرمایشی و مدیریت انرژی را برای ساختمان‌های مسکونی، آبگرمکن‌ها و سیستم‌های گرمایشی و تهویه مطبوع تجاری و صنعتی ارائه می‌دهد.
بخش راه حل‌های خدمات جهانی بوش، برون سپاری را برای فرایندها و خدمات کسب و کار، عمدتاً برای مشتریان در صنایع خودرو، مسافرت، و لجستیک و در فناوری اطلاعات و ارتباطات، ارائه می‌دهد. در بوش، توابع سرویس مشترک را نیز ارائه می‌دهد.
Robert Bosch Smart Home GmbH محصولات تحت وب و تحت کنترل برنامه را برای خانه ارائه می‌دهد.
برندهای موجود در این بخش:
- الکترو-وویس
- دایناکورد
- تلکس
- یونکرس
- ورچستر
- یونکرها

### سایر زمینه‌های تجاری
گروه بوش همچنین در سایر حوزه‌های تجاری که به بخش خاصی اختصاص ندارند، فعالیت می‌کند.
«راه حل‌های سلامت» یک شرکت تابعه کاملاً متعلق به شرکت بوش است. این شرکت فرعی در سال ۲۰۱۵ تأسیس شد. این کسب و کار محصولات و خدماتی را در زمینه مراقبت‌های بهداشتی و فناوری پزشکی ارائه می‌دهد. در مارس ۲۰۲۰، Bosch Healthcare Solutions اعلام کرد که یک ابزار تشخیصی برای شناسایی کروناویروس سندرم حاد تنفسی ۲ مسئول دنیاگیری کووید-۱۹ در کمتر از سه ساعت توسعه داده‌است. به گفته بوش، آزمایش را می‌توان به‌طور مستقیم در نقطه مراقبت انجام داد و نیاز به انتقال نمونه‌ها را از بین می‌برد.
Grow Platform GmbH شخص حقوقی Grow و ۱۰۰٪ زیرمجموعه شرکت بوش است. Grow یک انکوباتور داخلی استارت آپ است.
رابرت بوش ونچر کپیتال جیامبی اچ (Rbvc، همچنین به عنوان Bosch Ventures شناخته می‌شود) یک شرکت سرمایه‌گذاری خطرپذیر از گروه بوش است. RBVC در سرتاسر جهان در شرکت‌های نوپا سرمایه‌گذاری می‌کند. فعالیت‌های سرمایه‌گذاری آن بر شرکت‌های فناوری متمرکز است که در زمینه‌های تجاری مرتبط فعلی و آتی برای بوش، بالاتر از همه، اتوماسیون و برق‌سازی، بهره‌وری انرژی، فناوری‌های فعال و سیستم‌های مراقبت بهداشتی کار می‌کنند. RBVC همچنین در خدمات و مدل‌های کسب‌وکار و همچنین مواد جدید مرتبط با حوزه‌های تجاری فوق‌الذکر سرمایه‌گذاری می‌کند.

## مکان‌ها
این شرکت از طریق شبکه پیچیده‌ای از بیش از ۴۴۰ شرکت تابعه و نهاد منطقه ای، در بیش از ۶۰ کشور در سراسر جهان فعالیت می‌کند. از جمله شرکای فروش و خدمات، شبکه تولید، مهندسی و فروش جهانی Bosch تقریباً همه کشورهای جهان را پوشش می‌دهد. در ۱۲۵ مکان در سراسر جهان، بوش تقریباً ۶۴۵۰۰ کارمند در تحقیق و توسعه استخدام می‌کند.

### آمریکای شمالی
در آمریکای شمالی، Robert Bosch LLC (یک شرکت تابعه کاملاً متعلق به بوش) دارای دفتر مرکزی شرکت در فارمینگتون‌هیلز، میشیگان است. سه مرکز فناوری تحقیقاتی در پیتسبرگ، پنسیلوانیا، سانی‌ویل، کالیفرنیا، و کمبریج، ماساچوست واقع شده‌اند. کارخانه‌ها و امکانات توزیع در مونت‌پراسپکت، ایلینوی واقع شده‌اند. هافمن استیتز، ایلینوی؛ برادویو، ایلینوی؛ کنتوود، میشیگان؛ وارن، میشیگان؛ اواتونا، مینه سوتا؛ والتهام، ماساچوست؛ کلارکسویل، تنسی؛ اندرسون، کارولینای جنوبی؛ چارلستون، کارولینای جنوبی؛ نیو برن، کارولینای شمالی؛ و ۱۱ شهر دیگر همچنین دو سایت شرکتی در برزیل و ده سایت در مکزیک وجود دارد که یک دفتر مرکزی خرید برای تمام بخش‌های گروه بوش در برادویو، ایلینوی واقع شده‌است. در آمریکای شمالی، بوش حدود ۲۴۷۵۰ نفر را در ۸۰ مکان استخدام کرده‌است که در سال ۲۰۰۶ ۸٫۸ میلیارد دلار فروش داشته‌است.
در مه ۲۰۱۵، سیستم‌های امنیتی بوش مرکز توزیع جدید خود را در گریر، کارولینای جنوبی افتتاح کرد. مرکز توزیع بیش از ۵۰ کارمند جدید در ایالت اضافه می‌کند و بیش از ۵۰۰۰۰ محصول مختلف را برای نظارت تصویری، تشخیص نفوذ و حریق، سیستم‌های کنترل دسترسی و مدیریت و سیستم‌های صوتی و کنفرانس حرفه ای دریافت، ذخیره و ارسال خواهد کرد.
در سال ۲۰۱۷، بوش اولین فضای نوآوری اینترنت اشیاء مشترک خود را در جهان به نام Connectory راه اندازی کرد. با مشارکت ۱۸۷۱، آن را در Merchandise Mart در مرکز شهر شیکاگو، ایلینوی واقع شده‌است.

### هند
بوش در سال ۱۹۲۲ وارد هند شد، زمانی که Illies & Company یک دفتر فروش در کلکته راه اندازی کرد. این شرکت به مدت سه دهه در بازار هند تنها از طریق واردات فعالیت می‌کرد. در سال ۱۹۵۱، شرکت صنایع موتور با مسئولیت محدود (MICO) تأسیس شد که بوش فوراً ۴۹٪ از سهام آن را خریداری کرد. MICO به تنها توزیع کننده تبدیل شد و پس از اعمال مقررات محدودکننده واردات توسط دولت هند، کارخانه ای در آدوگودی، بنگلور در سال ۱۹۵۳ برای تولید محصولات مختلف با مجوز بوش راه اندازی شد. از این مرحله به بعد، آموزش‌های حرفه ای نیز انجام شد، که با ایجاد یک مرکز حرفه ای در سال ۱۹۶۰ به اوج خود رسید. تا سال ۱۹۶۱، ۲۰۰۰ نفر در کارخانه بنگلور کار می‌کردند، که قبلاً یک تجارت صادراتی را راه اندازی کرده بود و ۵۷٫۵٪ از سهام MICO شده بود. توسط بوش خریداری شده‌است. این امر با افزایش سرمایه‌گذاری در کارخانه‌های MICO در هند در اواخر دهه ۱۹۶۰ و اوایل دهه ۱۹۷۰ دنبال شد. کارخانه دوم در ناسیک در سال ۱۹۶۹–۱۹۷۱ و سومین کارخانه در ناگاناتاپورا در سال ۱۹۸۸ نصب شد. در اواخر دهه ۱۹۸۰، دومین گروه بزرگ از کارکنان بوش در خارج از آلمان در هند مستقر شدند تا اینکه در نهایت، در سال ۲۰۰۸، MICO به بوش تغییر نام داد.